# Programme national d'observation de la Terre par satellite
PNOTS ou Programa Nacional de Observación de la Tierra por Satélite (Programme national d'observation de la Terre par satellite) est un programme gouvernemental espagnol exécuté par l'Institut national de technique aérospatiale dont l'objectif est de mettre en orbite et d'exploiter deux satellites d'observation de la Terre à double usage, civil et militaire. Le programme a commencé son développement en 2007.

## Historique
Avec la fin de la vie utile du satellite Helios 2 fournissant des images de la Terre à des fins civiles et militaires, le gouvernement espagnol a décidé de participer au programme multinational MUSIS. Dans le but de renforcer l'industrie espagnole et les capacités technologiques, le gouvernement a également décidé de lancer un programme national, le PNOTS.
En juillet 2007, les ministres de la défense et de l'industrie ont signé un accord de 325 millions d'euros pour développer deux satellites, l'un optique et l'autre radar :
- Le satellite optique Ingenio sera principalement destiné à un usage civil et fournira 100 images photographiques quotidiennes de n'importe quel point de la Terre. Il est perdu lors de son lancement le 17 novembre 2020 par une Vega.
- Le satellite radar PAZ sera principalement à usage militaire et pourra capter 64 images de la Terre quotidiennement, même dans l'obscurité ou dans des conditions météorologiques défavorables. Il est le premier à être en orbite, lancé le 22 février 2018 par une Falcon 9 depuis la Vandenberg Air Force Base en Californie (États-Unis).